# 海恩斯維爾
海恩斯維爾（英語：Hinesville）是一個位於美國喬治亞州利柏提縣的城市。根據2010年美國人口普查，該地人口為33437人，而該地的面積約為42.30平方千米。同時該地也是利柏提縣的縣治。

## 地理
海恩斯維爾的座標為31°49′57″N 81°36′42″W / 31.83250°N 81.61167°W，而該地的平均海拔高度為23米（即75英尺）。